# Vya
Vya – mała wymarła wieś w hrabstwie Washoe na północnym zachodzie Nevady. Ze wsi, opuszczonej w roku 1920, pozostały dwa drewniane domy. Spełniały prawdopodobnie rolę szkoły i poczty. Mieszkańcy utrzymywali się hodując bydło w ranczach.